# Tiarinion fulvus
Tiarinion fulvus là một loài chân đều trong họ Entoniscidae. Loài này được Shiino miêu tả khoa học năm 1942.